# Irvington (Illinois)
Irvington es una villa ubicada en el condado de Washington en el estado estadounidense de Illinois. En el Censo de 2010 tenía una población de 659 habitantes y una densidad poblacional de 245,6 personas por km².

## Geografía
Irvington se encuentra ubicada en las coordenadas 38°26′18″N 89°9′37″O / 38.43833, -89.16028. Según la Oficina del Censo de los Estados Unidos, Irvington tiene una superficie total de 2.68 km², de la cual 2.67 km² corresponden a tierra firme y (0.58%) 0.02 km² es agua.

## Demografía
Según el censo de 2010, había 659 personas residiendo en Irvington. La densidad de población era de 245,6 hab./km². De los 659 habitantes, Irvington estaba compuesto por el 95.3% blancos, el 2.58% eran afroamericanos, el 0% eran amerindios, el 0.61% eran asiáticos, el 0% eran isleños del Pacífico, el 0.46% eran de otras razas y el 1.06% pertenecían a dos o más razas. Del total de la población el 1.37% eran hispanos o latinos de cualquier raza.